# Magyarország (napilap, 1936–1939)
A Magyarország 20. századi magyar politikai napilap volt. 1936. május 1. és 1939. november 18. között jelent meg Budapesten.

## Története
Felelős szerkesztők: Magyar Elek, Mihályfi Ernő, Szvatkó Pál, Darvas János, Barabás Endre, Zambory Antal
Főszerkesztő: Szvatkó Pál, Teleki Mihály, Mattyasovszky Kornél
Szerkesztők: Zilahy Lajos, Darvas János
Kiadó: Magyarország Napilap Rt., Budapest
Nyomda: Újságüzem nyomda, Budapest; Athenaeum nyomda, Budapest